# Philip Wodehouse (3e baronnet)
Pour les articles homonymes, voir Philip Wodehouse.
Philip Wodehouse, 3e baronnet (24 juillet 1608 - 6 mai 1681) est un homme politique anglais qui siège à la Chambre des communes à plusieurs reprises entre 1654 et 1660.

## Biographie
Wodehouse est le fils de Thomas Wodehouse, 2e baronnet, et de Blanche, fille de John Carey (3e baron Hunsdon). En 1654, il est élu député de Norfolk au premier parlement du protectorat. Il est réélu député de Norfolk en 1656 pour le deuxième Parlement du Protectorat. Il succède à son père comme baronnet le 18 mars 1658. En 1660, il est élu député de Thetford au Parlement de la Convention.
Wodehouse épouse Lucy, fille de Thomas Cotton, 2e baronnet. Son fils Thomas est décédé avant lui. Il meurt en mai 1681, âgé de 72 ans, et est remplacé comme baronnet par son petit-fils, John. Lady Wodehouse est décédée en juin 1684.
Philip Wodehouse est connu pour avoir entretenu une correspondance avec Thomas Browne et employé John Jenkins (compositeur) comme maître de musique à Kimberley.